# Яґани
Яґа́ни або ягани (ісп. Yagán), також відомі як ямани, ямана (Yámana — самоназва «існуючі, люди») — індіанський народ на крайньому півдні Південної Америки, який відносять до вогнеземельців.

## Історія
Предками цього народу вважаються племена, що досі мешкають у джунглях Південної Америки. З часом ягана перебралися до Патагонії. Достеменно невідомо, але під тиском інших племен вони попрямували до південної частини Патагонії, після чого перебралися на Вогняну Землю. З часом вимушені були поступитися своїми землями новоприбулому племені она, попрямувавши на південь і захід. Після цього мирно мешкали протягом тривалого часу, не вступаючи в якісь конфлікти. Влада вождів у них була номінальною. Більше значення мали чаклуни і знахарі.
Після контактів з європейцями народ вимер через хвороби та асиміляцію. У 2020 році залишилася єдина чистокровна яганка та єдина носійка яганської мови Кристіна Кальдерон (нар. 24 травня 1928).

## Розселення, чисельність і мова
Яґани населяють південну частину архіпелагу Вогняна земля, переважно острови на північ від Великого острова, до миса Горн.

## Мова
Мова яганів — мовний ізолят яганська мова. 16 лютого 2022 року в лікарні Clínico de Magallanes у місті Пунта-Аренас в 93-річному віці від ускладнень, викликаних коронавірусним захворюванням COVID-19 померла Кристіна Кальдерон, для якої ця мова була рідною.

## Міфологія
В ягана існувало оповідка, що нагадує легенду про потоп. Був у цього племені міф про Умоара, могутнього героя маленького росту, що бився зі страшним «Чудовиськом Печери» і переміг його. Ім'я Умоара стало у ягана загальним і застосовувалося до всіх сильних людей маленького росту.

## Математика
Для позначення чисел було тільки три основних слова: один — «кауслі», два — «комбан», три — «натен». Інші числа були похідними від цих слів: «акомбан» — «другий раз два» — чотири, «аконатен» — двічі три.

## Спосіб життя

### Полювання і рибальство
Традиційно яґани були кочовим народом, що подорожував на каное, полював на морських левів та гуанако, збирав молюсків, рибалили. Вони рідко залишалися на одному місці один-два тижні.
Західні ягани застосовували лук лише при полюванні на птахів, при полюванні на морського звіра він майже не використовувався, через що вийшов поступово з ужитку. Більше використовували лук східні ягана при полюванні на гуанако. Лук виготовлявся з букового дерева. Тятивою служили оленячі жили, ремені зі шкіри, кручені кишки. Стріли виготовлялися з гілок барбарису і в середній частині мали потовщення. Лук досягав в довжину 1,5 м, а стріли — близько 1 м. Наконечники стріл трикутної форми виготовлялися з кістки, обсидіану, діориту, пізніше, з приходом європейців, — зі скла. Ягани не вміли обробляти обсидіан і отримували готові наконечники у она за допомогою обміну. Крем'яні наконечники, як і взагалі крем'яні знаряддя, були досить рідкісні.
Основним видом мисливської зброї був гарпун. Гарпун всіх типів мали в довжину до 3 м, їх наконечники виготовлялися з китової або тюленів кістки і прикріплялися до древка ременями зі шкіри тюленя. На полюванні вживалася також праща — шматок шкіри тюленя з двома ременями, — служила для метання округлих, обкатаних морем каменів.
Собаки дресирувалися для полювання на гуанако і видру. Індіанець брав тварину з собою в човен і кидав його в воду, побачивши звіра. Собака переслідував видру вплав до входу в нору і навіть в глиб нори, якщо отвір було досить широко, витягав звіра, і мисливець добивав видру гарпуном.
Рибу били легким гарпуном або на дрібних місцях виловлювали кошиком. Найчастіше риболовлею займалися жінки.

### Пересування
Подорожували переважно у човнах, за що їх прозвали човниковими індіанцями. Стародавнього типу човен будувалася з 5-7 шматків кори бука, зшитих китовим вусом. Процес виготовлення човнів був досить складний: кору довго мочили, обробляли за допомогою раковин і нарешті зшивали, роблячи отвори кістяними шилами і пропускаючи в них китовий вус або майстерно сплетені з лика шнурки. Корою обшивали каркас з напівкруглих дерев'яних розпірок: весла були короткі з широкими лопатями. Посеред човна насипалися земля і каміння, де розводився вогонь, поруч з осередком містилася нечисленне домашнє начиння; на носі — зброя та рибальські приладдя, на кормі — кошики для мушель і риби. Лавок в човні не було, дно вистилали сухою травою. Розміри човна були 4,5-5 м завдовжки, 0,5-0,7 м завширшки; човен вміщував 5-7 чоловік; іноді виготовлялися човни великих розмірів, що вміщували 8-10 чоловік. Відмінна риса цих давніх суден є їх недовговічність. Такий човен рідко служив більше півроку.
Цей тип судна змінився наприкінці XIX ст. новим, більш надійним і досконалим — 0. Виготовлявся він за допомогою знарядь з каменю і мушель, а також інструментів, що завезли колоністи й місіонери.
Веслували зазвичай молоді жінки, сидячи обличчям вперед, старі частіше займалися вичерпуванням води. Чоловік сидів на носі човна зі списом напоготові, виглядаючи здобич.

## Шлюб і діти
Зазвичай ягана мали 1 дружини, хоча спостерігалися випадки багатоженства. Дітей народжувалося багато, проте й дитяча смертність була доволі великою. Дитина отримала ім'я, а згодом і прізвисько. Мати носила дитину за спиною в сумці з шкур. Виховання хлопчика служило підготовкою до того часу, коли він, пройшовши обряд посвячення, ставав самостійним, повноправним членом племені.
Обряд посвячення носив назву «кіна». Учасників посвяти забирали з стійбища в віддалене місце, де «кандидати» вели відокремлене життя під наглядом чаклуна. До церемонії допускалися лише чоловіки. Юнаків піддавали суворим випробуванням: змушували виконувати важкі роботи, здійснювати тривалі переходи лісом, горами, під час дощу і в снігового бурану. Юнак, починаючи самостійне життя, повне труднощів, небезпек, повинен був добре підготувати себе до нього. Його вчили витривалості, сміливості, різним практичним навичкам: виготовлення зброї, човнів, прийомам полювання, стрільби з лука.
Для «кіна» будувалася спеціальна хатина на краю лісу. У центрі її весь час підтримувався вогонь. Суттєвим моментом церемонії було повідомлення «кандидатам» таємниць і міфів племені, які повинні були триматися в найсуворішому секреті від непосвячених і особливо від жінок.

## Побут

### Оселі
Східні ягани будували хижі конічної форми, схожі з будівлями она. Розміри їх були невеличкі — 1,5 м заввишки, діаметр основи становив 2-3 м. Вхід мав близько 1 м заввишки. Вхід зазвичай розташовувався так, щоб мешканці хатини були захищені від холодних вітрів, а в рідкісні тут ясні дні вона ставили свої оселі входом до променів сонця. У центрі будинку в спеціальному поглибленні постійно підтримувався вогонь. Отвір для диму влаштовувалося нагорі на підвітряного стороні. Підлога вистилалася сухою травою. остов хатини вкривали шкури гуанако, рідше гілля. Житла ставилися зазвичай на березі моря або проток і мали два вхідних отвори: одне в бік моря, інше — в бік лісу.
Західні ягани будували житло іншого типу, у вигляді копиці сіна. Споруджували їх з уткнутих в землю, пригнутися куполом до центру і зв'язаних разом гілок, вкритих шкурами тюленя (взимку) або травою, корою, листям, землею (влітку).
У будинку жили зазвичай одна-дві, рідше три сім'ї, пов'язані кровною спорідненістю. Посеред житла горів велике багаття; для жінок і дітей іноді запалювалися додаткові багаття.
Крім звичайних, у Яганов були обрядові хатини. Окремі невеликі житла будувалися і для молодят.

### Одяг і прикраси
Виготовлявся з шкур тюленя, рідше видри. То були своєрідні «плащі», які накидалися на плече з навітряного боку. Східні ягани носили плащі і взуття зі шкір гуанако.
У жінок, крім того, були короткі трикутні фартушки. Перш деякі дослідники відзначали у цього народу красиві плащі з шкурок пінгвінів, але зі зникненням цих птахів на Вогняній Землі подібні плащі також зникли. Діти не користувалися одягом взагалі.
З приходом європейців відбулися значні зміни в одязі і прикрасах: з'явилися грубошерсті ковдри, скляне намисто; чимало індіанців стали переймати європейський одяг. Остання обставина принесло швидше за шкоду, ніж користь, оскільки в сирому і холодному кліматі одяг, ніколи не просихаючи, був постійною причиною застуди. Крім того, одяг, якій привозили, часто було заражена збудниками різних інфекційних захворювань, які були особливо небезпечні для її корінних жителів, що не мали імунітету до нових хвороб. Це було одним з факторів, що призвели до вимирання.
Були поширені браслети зі шкіри тюленя або гуанако на зап'ястях обох рук і на ногах. Такі «браслети» часто робилися просто з трав. Чоловіки ягани іноді перетягували голову шнурком, рідше носили прикраси з пір'я. Існувало два види головних уборів — один з пір'я баклана, який міг надіти кожен чоловік, інший убір з пір'я чаплі, призначений тільки для «екамуш» — знахарів. Дуже поширені були намиста з яскравих дрібних мушель, зерен рослин, кісток птахів. Намиста останнього типу виготовляли з нарізаних кружками кісток пташиних ніг. Кістяні гуртки нанизували на мотузку з жил і два-три рази обмотували навколо шиї. Нерідко як прикраса вживався гребінь, зроблений з щелепи дельфіна. Під час різних обрядів вживалися ритуальні циліндричні маски. Виготовлялися маски з кори або шкіри.
Розфарбування мала символічне значення. За забарвленням можна було дізнатися, військовий або мирний час переживає плем'я, які події мали місце в житті людини, печаль у нього на душі або радість. Основними кольорами були білий, чорний і червоний. Біла фарба готувалася з білої глини на кшталт каоліну, чорна — з розмеленого вугілля, червона — з вохри; зазначені речовини змішувалися з тюленьим жиром. Розфарбовували обличчя і тіло візерунками у вигляді смужок і точок. Червоний колір означав радість, дружбу, союз; білий — війну; чорний — траур. Крім цього, існувала ритуальне розфарбування при різних обрядах.

### Харчування
Східні ягани харчувалися головним чином м'ясом гуанако, деяких птахів, молюсками, а також споживали у великій кількості в сирому вигляді жовтуватий гриб, зростаючий на букових деревах. Йшли в їжу в сирому вигляді і деякі інші види грибів, ягоди. Однак рослинна їжа мала все-таки підлегле значення.
Основну їжу західних ягана становили риба, краби, молюски, ракоподібні, м'ясо тюленів, морських птахів (бакланів, качок). Іноді до морського берега прибивало туші китів, що було справжнім святом для місцевого населення. На місце події зазвичай збиралися десятки сімей, повідомлених про подію димом багать. М'ясо, яке не встигали з'їсти відразу, ховали про запас і харчувалися їм часто протягом багатьох місяців, не звертаючи уваги на те, що внаслідок тривалого зберігання м'ясо видавало неприємний запах. Рибу зберігали в морській воді. М'ясо і рибу ніколи не вживали в сирому вигляді; сало топили на гарячому камінні, молюсків, яйця птахів пекли в гарячій золі, рибу запікали з жиром в стулках мушель, м'ясо смажили на розпеченому камінні тонкими шматками. Вареної їжі не вживали. Великим ласощами вважався жир. Набиваючи їм кишки тварин, готували щось на кшталт ковбас; одним з улюблених страв був кістковий мозок.

## Холодостійкість
Були здатні переносити температуру до -12 °C, не прикриваючи тіла. Це дало привід французькому досліднику П. Ріве говорити про можливість заселення Вогняної Землі через Антарктиду з Австралії, причому автор вказував на витривалість вогнеземельців до холоду як аргумент на користь того, що ягани (разом з іншими вогнеземельцями) тривалий час перебували в дуже суворому кліматі, можливо пересуваючись протягом тривалого часу по краю материка Антарктиди. Однак ця думка не знайшла підтримки у інших вчених.

## Поховання
Померлих ховали там, де їх наздогнала смерть. Способи поховання були різні: тіло закопували в землю, навалюючи зверху важкі камені, гілки — влітку, ховали в печерах — в зимовий час.
Поховальний обряд носив назву «Ямалашемоіна». Для проведення цього обряду з усієї округи збиралися родичі покійного, щоб розділити горе з його родиною. Члени сім'ї повинні були фарбувати все своє тіло в чорний колір, інші родичі могли розфарбовуватися різним чином. Фарблювалися також весла, гарпуни та інші речі. Родичі зрізали собі волосся на маківці і наносили рани на обличчя і стегна гострими мушлями.
Після похорону зазвичай всі присутні поділялися на дві групи, шикувалися в ряди, і між ними починалося «бій», метою якого було вилити своє обурення на злих духів, чаклуна і частково один на одного (родичі звинувачували один одного в тому, що не вберегли покійного від злих духів). Горе було загальним і щирим: кожен померлий був великою втратою не тільки для близьких рідних, а й для всього роду. Поховальні обряди тривали іноді по кілька місяців. Якщо людина померла насильницькою смертю, родичі повинні були мстити вбивці.